# Flunitrazepam
El flunitrazepam (comercialitzat a Espanya amb el nom de Rohipnol) és un fàrmac hipnòtic de La Roche Pharmaceutical. És de la família de la benzodiazepina, com clordiazepòxid, alprazolam i diazepam, és usat en alguns països pertractar l'insomni greu i la febre, així com a anestèsia.
El flunitrazepam és un principi actiu bastant potent per hipnotitzar. Es feia un mal ús d'aquest fàrmac: doncs, n’aprofitaven l'efecte hipnòtic per cometre violacions i delictes als anys 90 a zones de Florida i Texas i, per aquesta mateixa raó, les empreses que distribueixen aquest fàrmac i el govern dels Estats Units van fer un pacte per reduir la distribució i comercialització de Rohypnol en aquest país. En Europa es comercialitza, només amb prescripció mèdica. Aquest medicament pertany a la categoria de Psicòtrops.
El flunitrazepam es va sintetitzar l'any 1970 per Roche i inicialment es feia servir com a sedant quirúrgic. Aquest medicament va ingressar als mercats europeus l'any 1975 i a partir del 1980 en altres països. Als Estats Units va arribar als anys 90.

## Acció i mecanisme
Ansiolític benzodiazepínic d'acció intermèdia. Incrementa l'activitat de l'àcid GABA, un neurotransmissor inhibidor que es troba en el cervell, al facilitar la unió amb el receptor GABAèrgic. Té activitat hipnòtica anticonvulvent, sedant, relaxant muscular i amnèsia.

## Indicacions
- Insomni: tractament per via oral durant uns dies només si aquesta manca de la son preocupa amb certa gravetat al pacient en qüestió.
- Ansietat lligada amb processos quirúrgics o diagnòstics: per via parenteral.[4]

## Efectes contraris
Generalment són freqüents i moderadament importants aquests efectes. El perfil toxicològic d'aquest fàrmac és similar al de les benzodiazepines. Afecten directament al sistema nerviós central. El 50% dels pacients tractats amb aquest fàrmac sofreixen somnolència transitòria durant els primers dies de tractament. Aquest fàrmac/tractament es va suspendre amb molt poca freqüència en el cas general dels pacients.